# Ulica Pratulińska w Warszawie
Ulica Pratulińska w Warszawie – jedna z ulic Targówka Mieszkaniowego prowadząca od ulicy Radzymińskiej do ulicy Władysława Łokietka.

## Historia
Pierwotnie stanowiła bezimienną drogę biegnącą łukiem przez grunta Targówka od Szosy Radzymińskiej do obecnej ulicy św. Wincentego, z którą łączyła się w okolicy Cmentarza Bródnowskiego. W związku z utrudnionym dojazdem do nekropolii w 1890 roku pojawił się po raz pierwszy projekt jej uregulowania i wybrukowania.  W połowie XIX wieku, w czasie parcelacji Targówka przez Józefa Noskowskiego, powstaje folwark na rogu obecnych ulic: Pratulińskiej i Piotra Skargi (zlikwidowany w latach 60. XX wieku). Na przełomie XIX i XX wieku jednym z okolicznych kolonistów był Karol Lampe, właściciel willi letniskowej "Paulinów". Ponadto na podmokłych terenach w rejonie obecnych ulic: Janinówki, Barkocińskiej, Handlowej, Remiszewskiej i Kołowej zorganizował znany z zabaw ludowych prywatny park z wesołym miasteczkiem i sceną estradową zwany Ogrodem (Ogrodami) Lampego. Na jego cześć w pierwszych latach po przyłączeniu Targówka do Warszawy również sama ulica Pratulińska nosiła nazwę Drogi Lampego.
Obecna nazwa arterii pochodzi od miejscowości Pratulin na Lubelszczyźnie i pojawia się po raz pierwszy na planie Warszawy dopiero w 1923 roku.

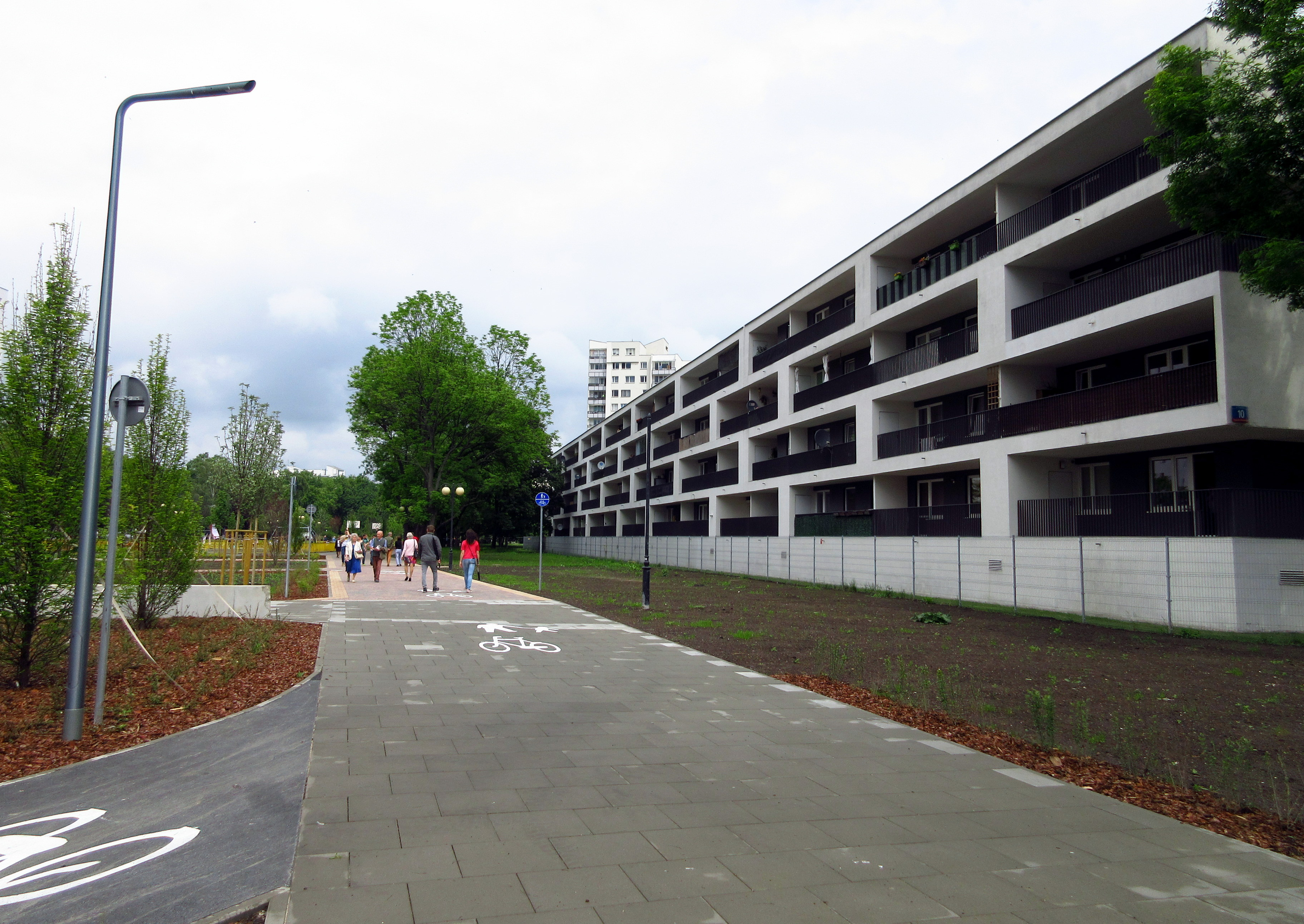
Ulica Pratulińska w pobliżu stacji metra Targówek Mieszkaniowy. Widok w stronę parku.

W okresie międzywojennym ulica przecinała szereg prywatnych kolonii i osad, ale była rzadko zabudowana. W 1930 roku znajdowało się przy niej 14 nieruchomości, w 1939 roku 12. W 1932 r. na placu u zbiegu ulic Pratulińskiej i Tykocińskiej rozpoczęto budowę kościoła pod wezwaniem Chrystusa Króla. Wraz z rozbudową i regulacją ulic Targówka w latach 30. XX wieku na osi ulicy Pratulińskiej wytyczono plac Horodelski (obecnie rejon parku), mający stanowić centralną część dzielnicy. W tym czasie arteria została zmodernizowana. W przededniu II wojny światowej do skrzyżowania ulic Pratulińskiej i Radzymińskiej dojeżdżał autobus linii I.
W okresie powojennym, a zwłaszcza podczas budowy nowych osiedli mieszkaniowych na Targówku, Pratulińska straciła całą przedwojenną zabudowę (z wyjątkiem kościoła). Zmieniły się również: przebieg i charakter ulicy- zlikwidowano jej krańcowy odcinek łączący ją z Cmentarzem Bródnowskim, środkowa część arterii stała się natomiast osiedlowym deptakiem, a następnie (w latach 2001-2002) częścią parku im. Stefana Wiecheckiego "Wiecha". Znaczenie komunikacyjne zachował jedynie krótki odcinek ulicy pomiędzy Handlową i Trocką.
W  maju 2016 roku pod ulicą Pratulińską ruszyła budowa dwóch stacji II linii metra: Targówek Mieszkaniowy i Trocka. Zostały one oddane do użytku 15 września 2019.